# Câu lạc bộ bóng đá Thép Xanh Nam Định
Câu lạc bộ bóng đá Thép Xanh Nam Định là một câu lạc bộ bóng đá chuyên nghiệp ở Việt Nam có trụ sở tại phường Nam Định, tỉnh Ninh Bình. Câu lạc bộ hiện đang là đương kim vô địch V.League 1 với chức vô địch tại mùa giải 2024–25.
Được xem là một trong những câu lạc bộ bóng đá có lịch sử lâu đời tại Việt Nam, trong quá khứ đội bóng từng một lần giành ngôi vô địch Giải vô địch bóng đá Việt Nam năm 1985 với thành tích bất bại toàn mùa giải với danh xưng Công nghiệp Hà Nam Ninh.

## Lịch sử
Tiền thân của Câu lạc bộ bóng đá Nam Định là đội Cotonkin (đã 2 lần vô địch Đông Dương các năm 1943 và 1945). Năm 1943 là lần đầu có giải bóng đá Đông Dương.
Năm 1965, câu lạc bộ chính thức được thành lập với tên gọi Thanh niên Nam Hà (thời gian này Nam Hà gồm tỉnh Hà Nam và Nam Định nhập lại), đến năm 1978 đổi tên thành Công nghiệp Hà Nam Ninh. Đây là tiền thân của đội Nam Định ngày nay. Năm 1981, đội lên hạng A1 (tiền thân của V.League hiện nay), hạng đấu cao nhất trong hệ thống thi đấu bóng đá Việt Nam thời gian này. Chỉ sau 4 năm, đội có lần đầu vô địch hang đấu A1 với lứa cầu thủ chất lượng như Nguyễn Văn Dũng, Đặng Gia Mẫn... cùng sự dẫn dắt của huấn luyện viên Lâm Ngọc Lập. Đây cũng là chức vô địch quốc gia đầu tiên của Câu lạc bộ.
Năm 1989, đội bị giải thể và tái lập vào năm 1991 với tên gọi Thanh niên Nam Hà, thi đấu tại hạng A2 (hạng cao thứ 3). Đội bóng này thăng hạng A1 năm 1992 và thăng hạng nhất năm 1997. Năm 1998, đội thi đấu tại Giải hạng nhất Quốc gia và xếp ở vị trí thứ 8 chung cuộc.
Ngày 29 tháng 11 năm 2000, Câu lạc bộ bóng đá chuyên nghiệp Nam Định chính thức được thành lập theo quyết định của Uỷ ban nhân dân tỉnh Nam Định. Đội tham gia mùa giải bóng đá chuyên nghiệp đầu tiên và giành vị trí á quân. Ngày 22 tháng 8 năm 2003, câu lạc bộ đổi tên thành Câu lạc bộ bóng đá Sông Đà Nam Định, đồng thời đổi tên sân vận động từ Chùa Cuối thành Thiên Trường. Tên câu lạc bộ sau đó được đổi thành Câu lạc bộ bóng đá Mikado Nam Định năm 2006 và Câu lạc bộ bóng đá Đạm Phú Mỹ Nam Định năm 2007.
Tại Cúp Quốc gia 2007, đội đã giành chiến thắng 1-0 trước câu lạc bộ bóng đá Bình Định trong trận chung kết để lần đầu tiên giành chức vô địch Cúp Quốc gia trong lịch sử câu lạc bộ. Tuy nhiên, mùa giải sau đó là một mùa bóng thi đấu không được như ý, khi đội chỉ cán đích ở hạng 12 V.League. Nam Định đã chia tay với Đạm Phú Mỹ và trở lại tên gọi Mikado Nam Định. Năm 2009, đội bóng được đổi tên thành Megastar Nam Định. Đội thi đấu không thành công và đứng cuối bảng xếp hạng V-League 2010, qua đó xuống thi đấu ở giải hạng Nhất quốc gia sau 10 năm ở giải chuyên nghiệp. Năm 2011, đội bóng lấy lại tên cũ Mikado Nam Định và phải xuống hạng nhì chỉ sau 1 năm.
Năm 2012, Mikado Nam Định đã thất bại trong cuộc đua thăng hạng nhất sau thất bại trên chấm phạt đền trước đội trẻ Khánh Hoà ở bán kết. Năm 2014, Câu lạc bộ bóng đá Nam Định giành được suất thi đấu tại hạng Nhất 2015 sau khi đánh bại Vĩnh Long 4-0 trong trận chung kết hạng Nhì tại Sân vận động Tam Kỳ, Quảng Nam. Năm 2016, đội xếp thứ 3 chung cuộc, tham gia trận play-off tại giải hạng nhất quốc gia 2016 nhưng thất bại trong việc lên hạng V.League. Mùa giải sau đó, đội vô địch giải hạng Nhất 2017 và giành suất duy nhất lên chơi ở V.League 2018.
Mùa giải đầu tiên trở lại V.League, Nam Định đứng thứ 13 trên bảng xếp hạng và phải thi đấu trận play-off với câu lạc bộ Hà Nội B (nay là Hồng Lĩnh Hà Tĩnh) để tranh tấm vé duy nhất cho một suất thi đấu ở V.League 2019. Đội đã giành chiến thắng với tỷ số 5-3 sau loạt sút phạt đền 11m (hòa 0-0 sau 90 phút), qua đó tiếp tục ở lại V.League mùa bóng sang năm. Năm 2019, đội ra mắt nhà tài trợ mới Công ty cổ phần Dược phẩm Nam Hà và đổi tên thành Câu lạc bộ Bóng đá Dược Nam Hà Nam Định để thi đấu tại V.League 2019. Tại mùa giải này, đội đã có trận hòa 2-2 trước Hoàng Anh Gia Lai.
Năm 2020, Nam Định tham gia V.League với nhiều nhân tố mới, trong đó đáng chú ý có suất cầu thủ nhập tịch của Đỗ Merlo - người vốn chơi cho SHB Đà Nẵng mùa giải trước. Tại Cúp Quốc gia, đội giành chiến thắng 2-0 trước Câu lạc bộ Hoàng Anh Gia Lai trên sân nhà Thiên Trường ở vòng loại. Đội dừng bước tại vòng 1/8 sau khi để thua 5-4 trước Than Quảng Ninh ở loạt sút luân lưu (hòa 2-2 sau 90 phút thi đấu) trên sân Cẩm Phả
Năm 2021, đội bóng lấy lại tên gọi cũ là Câu lạc bộ bóng đá Nam Định sau khi kết thúc hợp đồng với Công ty cổ phần Dược phẩm Nam Hà. Ở trận đấu khai màn của mùa giải, đội đã tạo nên bất ngờ lớn ngay trên chính sân nhà Thiên Trường khi giành chiến thắng 3-0 trước đương kim á quân của mùa giải 2020 là Hà Nội. Đội bóng đứng ở vị trí thứ tư trên bảng xếp hạng khi mùa giải 2021 bị tạm dừng do ảnh hưởng của dịch COVID-19 và sau đó bị hủy. Mùa giải 2022, đội bóng lại quay về với cuộc đua trụ hạng và kết thúc mùa giải ở vị trí thứ 12 trên 13 đội tham dự, trụ hạng thành công.
Năm 2023, câu lạc bộ được đổi tên thành Thép Xanh Nam Định dựa theo nhà tài trợ chính. Kết thúc mùa giải 2023, đội xếp hạng 5 chung cuộc. Bước sang mùa giải 2023-24, đội bóng có được khởi đầu tốt, sớm vươn lên vị trí dẫn đầu từ những vòng đấu đầu tiên và giữ vững ngôi đầu đến cuối mùa giải. Tại vòng 25, đội bóng giành chiến thắng 5-1 trước Khánh Hòa trên sân nhà Thiên Trường và giành ngôi vô địch V.League 1 sớm một vòng đấu. Đây là chức vô địch V.League đầu tiên và là chức vô địch quốc gia thứ hai trong lịch sử câu lạc bộ.

## Tên gọi
- 1965-1978: Thanh niên Nam Hà
- 1978-1991: Công nghiệp Hà Nam Ninh
- 1991-2003: Nam Định
- 2003-2006: Sông Đà Nam Định
- 2006-2007: Mikado Nam Định
- 2007-2008: Đạm Phú Mỹ Nam Định
- 2008-2009: Mikado Nam Định
- 2009-2011: Megastar Nam Định
- 2011-2013: Mikado Nam Định
- 2013-2019: Nam Định
- 2019-2020: Dược Nam Hà Nam Định
- 2021-2022: Nam Định
- 2023-nay: Thép Xanh Nam Định

## Trang phục thi đấu
| Giai đoạn | Hãng áo đấu | Nhà tài trợ in lên áo |
| --------- | ----------- | --------------------- |
| 2003-2004 | Grand Sport | Thép Việt-Ý           |
| 2005      | Grand Sport | không có              |
| 2006      | Grand Sport | Mikado                |
| 2007-2008 | không có    | Đạm Phú Mỹ            |
| 2009      | không có    | Mikado                |
| 2010      | không có    | Megastar              |
| 2011      | không có    | Mikado                |
| 2012-2015 | không có    | không có              |
| 2016-2017 | không có    | Mikado                |
| 2018      | VNA sport   | VISCOTONE             |
| 2019      | VNA sport   | Dược Nam Hà           |
| 2020-2021 | Kelme       | Dược Nam Hà           |
| 2022-2023 | Kelme       | Thép Xanh Xuân Thiện  |
| 2023-nay  | Mitre       | Thép Xanh Xuân Thiện  |

| Trang phục sân nhà | Trang phục sân nhà | Trang phục sân nhà | Trang phục sân nhà | Trang phục sân nhà | Trang phục sân nhà | Trang phục sân nhà |
| ------------------ | ------------------ | ------------------ | ------------------ | ------------------ | ------------------ | ------------------ |
| 2016-2017          | 2020               | 2021               | 2022               | 2023               | 2023–24            | 2024–25            |

| Trang phục sân khách | Trang phục sân khách | Trang phục sân khách | Trang phục sân khách | Trang phục sân khách | Trang phục sân khách |
| -------------------- | -------------------- | -------------------- | -------------------- | -------------------- | -------------------- |
| 2016-2017            | 2020                 | 2021                 | 2022                 | 2023                 | 2023–24              |

| Trang phục thứ 3 | Trang phục thứ 3 | Trang phục thứ 3 |
| ---------------- | ---------------- | ---------------- |
| 2022             | 2023             | 2023–24          |

## Thành phần ban huấn luyện
| Chức vụ                 | Tên                          |
| ----------------------- | ---------------------------- |
| Chủ tịch                | Vũ Cảnh Tuân                 |
| Giám đốc điều hành      | Nguyễn Quốc Phong            |
| Giám đốc kỹ thuật       | Nguyễn Trung Kiên            |
| Huấn luyện viên trưởng  | Vũ Hồng Việt                 |
| Trợ lý Huấn luyện viên  | Nguyễn Quang Huy             |
| Huấn luyện viên thủ môn | Bùi Quang Huy                |
| Huấn luyện viên thể lực | Celso Eduardo Godoi da Silva |

## Đội hình hiện tại

### Đội một
Tính đến mùa giải 2025–26
Ghi chú: Quốc kỳ chỉ đội tuyển quốc gia được xác định rõ trong điều lệ tư cách FIFA. Các cầu thủ có thể giữ hơn một quốc tịch ngoài FIFA.
| Số | VT | Quốc gia           | Cầu thủ               |
| -- | -- | ------------------ | --------------------- |
| 2  | HV | Việt Nam           | Đinh Xuân Khải        |
| 3  | HV | Việt Nam           | Dương Thanh Hào       |
| 4  | HV | Brasil             | Lucas Alves           |
| 5  | HV | Việt Nam           | Đặng Văn Tới          |
| 6  | TV | Việt Nam           | A Mít                 |
| 7  | HV | Việt Nam           | Nguyễn Phong Hồng Duy |
| 8  | TV | Việt Nam           | Nguyễn Đình Sơn       |
| 9  | TĐ | Việt Nam           | Nguyễn Văn Toàn       |
| 10 | TV | Brasil             | Caio César            |
| 11 | TV | Việt Nam           | Nguyễn Tuấn Anh       |
| 12 | TĐ | Nhà nước Palestine | Mahmoud Eid           |
| 13 | HV | Việt Nam           | Trần Văn Kiên         |
| 14 | TĐ | Việt Nam           | Nguyễn Xuân Son       |
| 15 | TV | Cộng hòa Nam Phi   | Njabulo Blom          |
| 16 | TV | Việt Nam           | Trần Văn Công         |
| 17 | HV | Việt Nam           | Nguyễn Văn Vĩ         |

| Số | VT | Quốc gia         | Cầu thủ                       |
| -- | -- | ---------------- | ----------------------------- |
| 18 | TM | Brasil           | Caíque                        |
| 19 | TV | Việt Nam         | Trần Văn Đạt                  |
| 23 | TM | Việt Nam         | Lê Vũ Phong                   |
| 26 | TM | Việt Nam         | Trần Nguyên Mạnh (đội trưởng) |
| 27 | TĐ | Việt Nam         | Trần Ngọc Sơn                 |
| 28 | TV | Việt Nam         | Tô Văn Vũ (đội phó)           |
| 29 | TM | Việt Nam         | Trần Đức Dũng                 |
| 32 | HV | Việt Nam         | Ngô Đức Huy                   |
| 35 | TĐ | Brasil           | Brenner                       |
| 37 | TĐ | Anh              | Kyle Hudlin                   |
| 39 | TĐ | Việt Nam         | Lâm Ti Phông                  |
| 72 | TV | Brasil           | Rômulo                        |
| 82 | TM | Việt Nam         | Trần Liêm Điều                |
| 88 | TV | Việt Nam         | Lý Công Hoàng Anh             |
| 93 | HV | Pháp             | Kevin Phạm Ba                 |
| —  | TĐ | Cộng hòa Nam Phi | Percy Tau                     |

### Cho mượn
Ghi chú: Quốc kỳ chỉ đội tuyển quốc gia được xác định rõ trong điều lệ tư cách FIFA. Các cầu thủ có thể giữ hơn một quốc tịch ngoài FIFA.
| Số | VT | Quốc gia | Cầu thủ |
| -- | -- | -------- | ------- |

### Không nằm trong danh sách thi đấu
Ghi chú: Quốc kỳ chỉ đội tuyển quốc gia được xác định rõ trong điều lệ tư cách FIFA. Các cầu thủ có thể giữ hơn một quốc tịch ngoài FIFA.
| Số | VT | Quốc gia | Cầu thủ        |
| -- | -- | -------- | -------------- |
| 2  | HV | Việt Nam | Đinh Xuân Khải |
| 34 | HV | Brasil   | Wálber         |

| Số | VT | Quốc gia | Cầu thủ        |
| -- | -- | -------- | -------------- |
| —  | HV | Việt Nam | Đỗ Xuân Tiến   |
| —  | TV | Việt Nam | Tạ Xuân Trường |
| —  | TĐ | Việt Nam | Trần Văn Thành |

## Thành viên nổi bật

### Vua phá lưới
Cầu thủ đoạt giải vua phá lưới khi đang chơi cho câu lạc bộ bóng đá Nam Định:
- Nguyễn Văn Dũng – 1984, 1985, 1986, 1998
- Nguyễn Xuân Son – 2023, 2023–24
- Emeka Achilefu – 2003
- Amaobi Uzowuru – 2004

## Huấn luyện viên
- Lâm Ngọc Lập
- Ninh Văn Bảo
- Hervé Renard
- Bùi Hữu Nam
- Nguyễn Ngọc Hảo
- Nguyễn Thế Cường
- Lê Hữu Tường
- Phạm Hồng Phú
- Nguyễn Văn Sỹ
- Nguyễn Văn Dũng
- Vũ Hồng Việt

## Cổ động viên
Cổ động viên Nam Định luôn nổi tiếng với sự trung thành và cuồng nhiệt của mình. Trong danh sách 10 câu lạc bộ Đông Nam Á có số lượng CĐV đến sân đông nhất giải nội địa vào năm 2020 do Liên đoàn bóng đá Đông Nam Á đưa ra, CLB Nam Định đứng số 1 với 110.342 lượt khán giả đến sân, trung bình 15.763 người/trận. Nam Định nhiều năm liên tiếp giữ vị trí số một của V.League về số lượng khán giả đến sân.

## Thành tích thi đấu

### Giải đấu trong nước
| Chú giải màu sắc | Chú giải màu sắc |
| ---------------- | ---------------- |
| Vô địch          |                  |
| Á quân           |                  |
| Hạng ba          |                  |
| Hạng tư          |                  |
| Thăng hạng       |                  |
| Tranh trụ hạng   | Thắng play-off   |
| Tranh trụ hạng   | Thua play-off    |
| Xuống hạng       |                  |

| Thành tích của Nam Định từ khi V.League được thành lập | Thành tích của Nam Định từ khi V.League được thành lập | Thành tích của Nam Định từ khi V.League được thành lập | Thành tích của Nam Định từ khi V.League được thành lập | Thành tích của Nam Định từ khi V.League được thành lập | Thành tích của Nam Định từ khi V.League được thành lập | Thành tích của Nam Định từ khi V.League được thành lập | Thành tích của Nam Định từ khi V.League được thành lập | Thành tích của Nam Định từ khi V.League được thành lập | Thành tích của Nam Định từ khi V.League được thành lập | Thành tích của Nam Định từ khi V.League được thành lập | Thành tích của Nam Định từ khi V.League được thành lập | Thành tích của Nam Định từ khi V.League được thành lập | Thành tích của Nam Định từ khi V.League được thành lập |
| Năm                                                    | Hạng đấu                                               | Hạng đấu                                               | Hạng đấu                                               | Thành tích                                             | St                                                     | T                                                      | H                                                      | B                                                      | Bt                                                     | Bb                                                     | Điểm                                                   |                                                        |                                                        |
| Năm                                                    | I                                                      | II                                                     | III                                                    | Thành tích                                             | St                                                     | T                                                      | H                                                      | B                                                      | Bt                                                     | Bb                                                     | Điểm                                                   |                                                        |                                                        |
| ------------------------------------------------------ | ------------------------------------------------------ | ------------------------------------------------------ | ------------------------------------------------------ | ------------------------------------------------------ | ------------------------------------------------------ | ------------------------------------------------------ | ------------------------------------------------------ | ------------------------------------------------------ | ------------------------------------------------------ | ------------------------------------------------------ | ------------------------------------------------------ | ------------------------------------------------------ | ------------------------------------------------------ |
| 2000–01                                                |                                                        |                                                        |                                                        | Thứ 2                                                  | 18                                                     | 11                                                     | 1                                                      | 6                                                      | 22                                                     | 17                                                     | 34                                                     |                                                        |                                                        |
| 2001–02                                                |                                                        |                                                        |                                                        | Thứ 5                                                  | 18                                                     | 6                                                      | 7                                                      | 5                                                      | 21                                                     | 20                                                     | 25                                                     |                                                        |                                                        |
| 2003                                                   |                                                        |                                                        |                                                        | Thứ 3                                                  | 22                                                     | 10                                                     | 6                                                      | 6                                                      | 22                                                     | 19                                                     | 36                                                     |                                                        |                                                        |
| 2004                                                   |                                                        |                                                        |                                                        | Thứ 2                                                  | 22                                                     | 13                                                     | 5                                                      | 4                                                      | 30                                                     | 23                                                     | 44                                                     |                                                        |                                                        |
| 2005                                                   |                                                        |                                                        |                                                        | Thứ 6                                                  | 22                                                     | 7                                                      | 7                                                      | 8                                                      | 27                                                     | 31                                                     | 28                                                     |                                                        |                                                        |
| 2006                                                   |                                                        |                                                        |                                                        | Thứ 9                                                  | 24                                                     | 9                                                      | 5                                                      | 10                                                     | 22                                                     | 28                                                     | 32                                                     |                                                        |                                                        |
| 2007                                                   |                                                        |                                                        |                                                        | Thứ 4                                                  | 26                                                     | 10                                                     | 8                                                      | 8                                                      | 35                                                     | 31                                                     | 38                                                     |                                                        |                                                        |
| 2008                                                   |                                                        |                                                        |                                                        | Thứ 11                                                 | 26                                                     | 9                                                      | 4                                                      | 13                                                     | 24                                                     | 32                                                     | 31                                                     |                                                        |                                                        |
| 2009                                                   |                                                        |                                                        |                                                        | Thứ 12                                                 | 26                                                     | 8                                                      | 7                                                      | 11                                                     | 32                                                     | 36                                                     | 31                                                     |                                                        |                                                        |
| 2010                                                   |                                                        |                                                        |                                                        | Thứ 14                                                 | 26                                                     | 3                                                      | 3                                                      | 20                                                     | 19                                                     | 47                                                     | 12                                                     |                                                        |                                                        |
| 2011                                                   |                                                        |                                                        |                                                        | Thứ 13                                                 | 26                                                     | 5                                                      | 12                                                     | 9                                                      | 29                                                     | 41                                                     | 27                                                     |                                                        |                                                        |
| 2012                                                   |                                                        |                                                        |                                                        | Đồng thứ 3                                             | 9                                                      | 7                                                      | 2                                                      | 0                                                      | 17                                                     | 2                                                      | 23                                                     |                                                        |                                                        |
| 2013                                                   |                                                        |                                                        |                                                        | Thứ 6                                                  | 10                                                     | 5                                                      | 2                                                      | 3                                                      | 11                                                     | 8                                                      | 17                                                     |                                                        |                                                        |
| 2014                                                   |                                                        |                                                        |                                                        | Vô địch                                                | 5                                                      | 4                                                      | 1                                                      | 0                                                      | 9                                                      | 1                                                      | 13                                                     |                                                        |                                                        |
| 2015                                                   |                                                        |                                                        |                                                        | Thứ 4                                                  | 14                                                     | 5                                                      | 3                                                      | 6                                                      | 13                                                     | 18                                                     | 18                                                     |                                                        |                                                        |
| 2016                                                   |                                                        |                                                        |                                                        | Thứ 3                                                  | 18                                                     | 8                                                      | 8                                                      | 2                                                      | 25                                                     | 14                                                     | 32                                                     |                                                        |                                                        |
| 2017                                                   |                                                        |                                                        |                                                        | Vô địch                                                | 12                                                     | 7                                                      | 2                                                      | 3                                                      | 17                                                     | 14                                                     | 23                                                     |                                                        |                                                        |
| 2018                                                   |                                                        |                                                        |                                                        | Thứ 13                                                 | 26                                                     | 5                                                      | 9                                                      | 12                                                     | 33                                                     | 45                                                     | 24                                                     |                                                        |                                                        |
| 2019                                                   |                                                        |                                                        |                                                        | Thứ 11                                                 | 26                                                     | 8                                                      | 7                                                      | 11                                                     | 32                                                     | 41                                                     | 31                                                     |                                                        |                                                        |
| 2020                                                   |                                                        |                                                        |                                                        | Thứ 13                                                 | 18                                                     | 5                                                      | 3                                                      | 10                                                     | 19                                                     | 30                                                     | 18                                                     |                                                        |                                                        |
| 2021                                                   |                                                        |                                                        |                                                        | Mùa giải bị hủy vì COVID-19                            | Mùa giải bị hủy vì COVID-19                            | Mùa giải bị hủy vì COVID-19                            | Mùa giải bị hủy vì COVID-19                            | Mùa giải bị hủy vì COVID-19                            | Mùa giải bị hủy vì COVID-19                            | Mùa giải bị hủy vì COVID-19                            | Mùa giải bị hủy vì COVID-19                            | Mùa giải bị hủy vì COVID-19                            |                                                        |
| 2022                                                   |                                                        |                                                        |                                                        | Thứ 12                                                 | 24                                                     | 6                                                      | 5                                                      | 13                                                     | 21                                                     | 33                                                     | 23                                                     |                                                        |                                                        |
| 2023                                                   |                                                        |                                                        |                                                        | Thứ 5                                                  | 20                                                     | 7                                                      | 8                                                      | 5                                                      | 19                                                     | 19                                                     | 29                                                     |                                                        |                                                        |
| 2023–24                                                |                                                        |                                                        |                                                        | Vô địch                                                | 26                                                     | 16                                                     | 5                                                      | 5                                                      | 60                                                     | 38                                                     | 53                                                     |                                                        |                                                        |
| 2024–25                                                |                                                        |                                                        |                                                        | Vô địch                                                | 26                                                     | 17                                                     | 6                                                      | 3                                                      | 51                                                     | 18                                                     | 57                                                     |                                                        |                                                        |

### Cúp Quốc gia
| 2019    | Vòng loại                | 30 tháng 3, 2019           | Long An                      | 1 - 1 (5-3 pen.)           | 1 - 1 (5-3 pen.)           | Tứ kết                   |                          |                          |
| 2019    | Vòng 1/8                 | 28 tháng 6, 2019           | Bình Phước                   | 3 - 0                      | 3 - 0                      | Tứ kết                   |                          |                          |
| 2019    | Tứ kết                   | 4 tháng 7, 2019            | Hà Nội                       | 3 - 4                      | 3 - 4                      | Tứ kết                   |                          |                          |
| 2020    | Vòng loại                | 23 tháng 5, 2020           | Hoàng Anh Gia Lai            | 2 - 0                      | 2 - 0                      | Vòng 1/8                 |                          |                          |
| 2020    | Vòng 1/8                 | 30 tháng 5, 2020           | Than Quảng Ninh              | 2 - 2 (4-5 pen.)           | 2 - 2 (4-5 pen.)           | Vòng 1/8                 |                          |                          |
| 2021    | hủy do đại dịch Covid 19 | hủy do đại dịch Covid 19   | hủy do đại dịch Covid 19     | hủy do đại dịch Covid 19   | hủy do đại dịch Covid 19   | hủy do đại dịch Covid 19 | hủy do đại dịch Covid 19 | hủy do đại dịch Covid 19 |
| 2022    | Vòng loại                | 5 tháng 4 năm 2022         | Hồng Lĩnh Hà Tĩnh            | 3 - 2                      | 3 - 2                      | Vòng loại                |                          |                          |
| 2023    | Vòng loại                | 2 tháng 4 năm 2023         | Hải Phòng                    | 1 - 1 (4-3 pen.)           | 1 - 1 (4-3 pen.)           | Tứ kết                   |                          |                          |
| 2023    | Vòng 1/8                 | 7 tháng 7, 2023            | Công an Hà Nội               | 1 - 1 (3-2 pen.)           | 1 - 1 (3-2 pen.)           | Tứ kết                   |                          |                          |
| 2023    | Tứ kết                   | 11 tháng 7, 2023           | Viettel                      | 0 - 2                      | 0 - 2                      | Tứ kết                   |                          |                          |
| 2023–24 | Vòng loại                | 26 tháng 11 năm 2023       | Trường Tươi Bình Phước       | 4 - 0                      | 4 - 0                      | Bán kết                  |                          |                          |
| 2023–24 | Vòng 1/8                 | 13 tháng 3, 2024           | MerryLand Quy Nhơn Bình Định | 1 - 0                      | 1 - 0                      | Bán kết                  |                          |                          |
| 2023–24 | Tứ kết                   | 30 tháng 4, 2024           | Becamex Bình Dương           | 1 - 1 (4-3 pen.)           | 1 - 1 (4-3 pen.)           | Bán kết                  |                          |                          |
| 2023–24 | Bán kết                  | 4 tháng 7, 2024            | Đông Á Thanh Hóa             | 1 - 2                      | 1 - 2                      | Bán kết                  |                          |                          |
| 2024–25 | Vòng loại                | Được đặc cách vào vòng 1/8 | Được đặc cách vào vòng 1/8   | Được đặc cách vào vòng 1/8 | Được đặc cách vào vòng 1/8 | Vòng 1/8                 |                          |                          |
| 2024–25 | Vòng 1/8                 | 9 tháng 1 năm 2025         | Becamex Bình Dương           | 1 - 1 (4-5 pen.)           | 1 - 1 (4-5 pen.)           | Vòng 1/8                 |                          |                          |

### Giải đấu quốc tế
| Thành tích của Câu lạc bộ bóng đá Nam Định tại các giải cấp châu lục | Thành tích của Câu lạc bộ bóng đá Nam Định tại các giải cấp châu lục | Thành tích của Câu lạc bộ bóng đá Nam Định tại các giải cấp châu lục | Thành tích của Câu lạc bộ bóng đá Nam Định tại các giải cấp châu lục | Thành tích của Câu lạc bộ bóng đá Nam Định tại các giải cấp châu lục | Thành tích của Câu lạc bộ bóng đá Nam Định tại các giải cấp châu lục | Thành tích của Câu lạc bộ bóng đá Nam Định tại các giải cấp châu lục | Thành tích của Câu lạc bộ bóng đá Nam Định tại các giải cấp châu lục | Thành tích của Câu lạc bộ bóng đá Nam Định tại các giải cấp châu lục | Thành tích của Câu lạc bộ bóng đá Nam Định tại các giải cấp châu lục | Thành tích của Câu lạc bộ bóng đá Nam Định tại các giải cấp châu lục |
| Năm                                                                  | Thành tích                                                           | St                                                                   | T                                                                    | H                                                                    | B                                                                    | Bt                                                                   | Bb                                                                   | Đối thủ                                                              | Sân nhà                                                              | Sân khách                                                            |
| -------------------------------------------------------------------- | -------------------------------------------------------------------- | -------------------------------------------------------------------- | -------------------------------------------------------------------- | -------------------------------------------------------------------- | -------------------------------------------------------------------- | -------------------------------------------------------------------- | -------------------------------------------------------------------- | -------------------------------------------------------------------- | -------------------------------------------------------------------- | -------------------------------------------------------------------- |
| AFC Champions League (nay là AFC Champions League Elite)             |                                                                      |                                                                      |                                                                      |                                                                      |                                                                      |                                                                      |                                                                      |                                                                      |                                                                      |                                                                      |
| 2008                                                                 | Vòng bảng                                                            | 6                                                                    | 0                                                                    | 1                                                                    | 5                                                                    | 4                                                                    | 27                                                                   | Bắc Kinh Quốc An                                                     | 1–3                                                                  | 0–3                                                                  |
| 2008                                                                 | Vòng bảng                                                            | 6                                                                    | 0                                                                    | 1                                                                    | 5                                                                    | 4                                                                    | 27                                                                   | Kashima Antlers                                                      | 0–4                                                                  | 0–6                                                                  |
| 2008                                                                 | Vòng bảng                                                            | 6                                                                    | 0                                                                    | 1                                                                    | 5                                                                    | 4                                                                    | 27                                                                   | Krung Thai                                                           | 2–2                                                                  | 1–9                                                                  |
| Tổng cộng                                                            | 1 lần tham dự                                                        | 6                                                                    | 0                                                                    | 1                                                                    | 5                                                                    | 4                                                                    | 27                                                                   |                                                                      |                                                                      |                                                                      |
| AFC Champions League Two                                             |                                                                      |                                                                      |                                                                      |                                                                      |                                                                      |                                                                      |                                                                      |                                                                      |                                                                      |                                                                      |
| 2024–25                                                              | Vòng bảng                                                            | 6                                                                    | 3                                                                    | 2                                                                    | 1                                                                    | 13                                                                   | 8                                                                    | Lee Man FC                                                           | 3–0                                                                  | 2–0                                                                  |
| 2024–25                                                              | Vòng bảng                                                            | 6                                                                    | 3                                                                    | 2                                                                    | 1                                                                    | 13                                                                   | 8                                                                    | Bangkok United                                                       | 0–0                                                                  | 2–3                                                                  |
| 2024–25                                                              | Vòng bảng                                                            | 6                                                                    | 3                                                                    | 2                                                                    | 1                                                                    | 13                                                                   | 8                                                                    | Tampines Rovers                                                      | 3–2                                                                  | 3–3                                                                  |
| 2024–25                                                              | Vòng 16 đội                                                          | 2                                                                    | 0                                                                    | 0                                                                    | 2                                                                    | 0                                                                    | 7                                                                    | Sanfrecce Hiroshima                                                  | 3-0                                                                  | 4-0                                                                  |
| Tổng cộng                                                            | 1 lần tham dự                                                        | 8                                                                    | 3                                                                    | 2                                                                    | 3                                                                    | 13                                                                   | 15                                                                   |                                                                      |                                                                      |                                                                      |

## Danh hiệu
| Giải Vô địch Quốc gia   | 3 | 1985, 2023-24, 2024-25 |
| Giải hạng Nhất Quốc gia | 2 | 1981, 2017             |
| Cúp Quốc gia            | 1 | 2007                   |
| Siêu cúp Quốc gia       | 1 | 2024                   |
| Giải hạng Nhì Quốc gia  | 1 | 2014                   |

Các giải trẻ Quốc gia
- U-21
- Vô địch: 2 (2004; 2011)
- Hạng ba: 4 (2001; 2005; 2006; 2020)
- U-19
- Á quân: 3 (2000, 2003, 2006)
- Hạng ba: 3 (2001, 2007, 2010)
- U-17
- Hạng ba: ( 2006, 2009, 2010)
- U-15:
- Vô địch: 1 (2008)
- Hạng ba: 3 (2000, 2004, 2009)
- U-13
- Vô địch: 1 (2025)

Các giải khác
- Giải vô địch bóng đá Đông Dương:
- Vô địch: 2 (1943, 1945)
- Giải bóng đá Viettel mở rộng:
- Vô địch: 1 (2022)

## Biểu trưng

1997–2003 (Nam Định)
2003–2005 (Sông Đà Nam Định)
2006–2007 (Mikado Nam Định)
2007–2008 (Đạm Phú Mỹ Nam Định)
2009–2010 (Mikado Nam Định)

2010–2012 (Megastar Nam Định)
2013–2017 (Nam Định)
2018–2024 (Dược Nam Hà Nam Định, Nam Định, Thép Xanh Nam Định)
2024–2025 (Thép Xanh Nam Định)
2025–nay (Thép Xanh Nam Định)